# Axel Jonsson (guldsmed)
Axel Gilbert Jonsson, född 5 november 1930 i Östersund, död 23 maj 2005 i Rödöns församling i Jämtland, var en svensk målare, silver- och guldsmed.
Efter fem års studier vid läroverket i Östersund utbildade Jonsson sig till guldsmed. Som bildkonstnär är han autodidakt och han deltog i några lokala kvällskurser med måleri och teckning. Tillsammans med Mait Ragnarsson ställde han ut i Södertälje 1953 och tillsammans med Örjan Noring i Östersund 1955. Han har medverkat i ett flertal samlingsutställningar med provinsiell konst. 